# Paramurosternum pictum
Paramurosternum pictum là một loài bọ cánh cứng trong họ Cerambycidae.